# Boreus jacutensis
Boreus jacutensis is een schorpioenvlieg uit de familie van de sneeuwvlooien (Boreidae). De wetenschappelijke naam van de soort is voor het eerst geldig gepubliceerd door Plutenko in 1984.
De soort komt voor in het oosten van Rusland.